# Lawrence (Kansas)
Lawrence (Kansas) is een plaats in Kansas.
Lawrence ligt in het noordoosten van Kansas in Douglas County aan de oever van twee rivieren, de Kaw rivier en de Wakarusa rivier.
Lawrence werd in 1854 gesticht. Al heel snel had het (in 1856) te maken met de perikelen van "Bleeding Kansas". Daarna volgde de Amerikaanse Burgeroorlog, waarin de plaats bekend werd door het bloedbad dat William Quantrill daar aanrichtte.
Lawrence heeft ongeveer 90.000 inwoners. Het is een studentenstad. De Universiteit van Kansas is er sinds 1865 gevestigd, alsook de Haskell Indian Nations University. In laatstgenoemde kunnen geregistreerde "Native Americans" uit alle staten van de VS gratis studeren.

## Trivia
- Lawrence is ook bekend van The Day After, een apocalytische film over de gevolgen van een kernoorlog.
- Als Google Earth wordt opgestart, dan is het beeld gecentreerd op Lawrence. Dat is niet toevallig: een van de makers heeft er gestudeerd.
- Lawrence, Kansas is de geboorteplaats van de broers Sam en Dean Winchester in de Amerikaanse televisieserie Supernatural (televisieserie)

## Plaatsen in de nabije omgeving
De onderstaande figuur toont nabijgelegen plaatsen in een straal van 24 km rond Lawrence.

## Geboren in Lawrence
- Stump Evans (1904-1928), jazzsaxofonist
- Delbert Mann (1920-2007), film- en televisieregisseur